# Römisch-katholische Kirche im Libanon
Die Römisch-katholische Kirche im Libanon ist Teil der weltweiten römisch-katholischen Kirche und sie ist die größte christliche Glaubensgemeinschaft im Libanon.

## Überblick
Die lateinische Kirche im Libanon (Apostolisches Vikariat Beirut) zählt nur etwa 15.000 Mitglieder, vorwiegend ausländischer Herkunft. 
Daneben sind mehrere mit Rom unierte Kirchen im Libanon tätig:
- Die Syrisch-Maronitische Kirche von Antiochien (auch Maronitische Kirche) stellt die größte katholische und christliche Gruppe im Libanon. Der Patriarch residiert in Bkerke. Sie hat seit 1866 eine Priestergemeinschaft, die Kongregation der libanesisch-maronitischen Missionare.
- Die Melkitische Griechisch-katholische Kirche (auch Melkitische Kirche) stellt die zweitgrößte katholische Gruppe sowie die drittgrößte christliche Gruppe im Libanon.
- Der Patriarch der Syrisch-katholischen Kirche residiert in Beirut.
- Die Armenisch-Katholische Kirche ist die zweitgrößte armenische Gruppe im Libanon, nach der Armenische Apostolischen Kirche. Der Patriarch residiert in Bzommar (Libanon).
- Der Eparch der Chaldäisch-katholischen Kirche residiert in Beirut.

Der Heilige Stuhl und der Libanon unterhalten volle diplomatische Beziehungen. Apostolischer Nuntius ist seit September 2022 Erzbischof Paolo Borgia.

## Gliederung
Lateinische Kirche
- Apostolisches Vikariat Beirut

Armenisch-katholische Kirche
- Patriarchat von Kilikien
- Erzbistum Beirut

Chaldäisch-katholische Kirche
- Eparchie Beirut

Melkitische Griechisch-katholische Kirche
- Immediat: Erzeparchie Baalbek, Erzeparchie Zahlé und Furzol
- Erzeparchie Beirut und Jbeil
- Erzeparchie Tyros: Erzeparchie Banyas, Erzeparchie Sidon, Erzeparchie Tripoli

Syrisch-katholische Kirche
- Patriarchat von Antiochien
- Immediat: Eparchie Beirut

Syrisch-Maronitische Kirche von Antiochien
- Patriarchat von Antiochien: Eparchie Joubbé, Sarba und Jounieh
- Immediat: Erzeparchie Antelien, Erzeparchie Beirut, Erzeparchie Tripoli del Libano, Erzeparchie Tyros, Eparchie Baalbek-Deir El-Ahmar, Eparchie Batrun, Eparchie Jbeil, Eparchie Sidon, Eparchie Zahlé